# Єловий Падун
Єло́вий Паду́н (рос. Еловый Падун) — присілок у складі Сєровського міського округу Свердловської області.
Населення — 75 осіб (2010, 87 у 2002).
Національний склад населення станом на 2002 рік: росіяни — 97 %.